# Danh sách đĩa nhạc của Winner
 Danh sách đĩa nhạc của nhóm nhạc nam Hàn Quốc Winner gồm 2 album phòng thu, 9 đĩa đơn và 11 MV ca nhạc.

## Album

### Album phòng thu
| Tên                                                                    | Chi tiết | Thứ hạng cao nhất | Thứ hạng cao nhất | Thứ hạng cao nhất | Thứ hạng cao nhất | Thứ hạng cao nhất | Doanh số                                 |           |
| Tên                                                                    | Chi tiết | KOR               | FRA               | JPN               | JPN               | US World          | Doanh số                                 |           |
| Tên                                                                    | Chi tiết | KOR               | FRA               | Oricon            | Hot               | US World          | Doanh số                                 |           |
| Tiếng Hàn                                                              | Tiếng Hàn | Tiếng Hàn         | Tiếng Hàn         | Tiếng Hàn         | Tiếng Hàn         | Tiếng Hàn         | Tiếng Hàn                                | Tiếng Hàn |
| ---------------------------------------------------------------------- | --- | ----------------- | ----------------- | ----------------- | ----------------- | ----------------- | ---------------------------------------- | --------- |
| 2014 S/S                                                               | - Phát hành: 12 tháng 8 năm 2014 - Hãng đĩa: YG, YGEX - Định dạng: CD, digital download | 1                 | —                 | 2                 | *                 | 1                 | - KOR: 92,897+ - JPN: 35,079 - US: 1,000 |           |
| EVERYD4Y                                                               | - Phát hành: 4 tháng 4 năm 2018 - Hãng đĩa: YG, YGEX - Định dạng: CD, digital download | 1                 | 146               | 5                 | 4                 | 6                 | - KOR: 123,583 - JPN: 36,991             |           |
| Tiếng Nhật                                                             | |                   |                   |                   |                   |                   |                                          |           |
| Our Twenty For                                                         | - Phát hành: 7 tháng 2 năm 2018 - Hãng đĩa: YGEX - Định dạng: CD, digital download Danh sách bài hát 1. REALLY REALLY 2. FOOL 3. ISLAND 4. LOVE ME LOVE ME 5. RAINING 6. HAVE A GOOD DAY 7. REALLY REALLY -KR Ver.- 8. FOOL -KR Ver.- 9. ISLAND -KR Ver.- 10. LOVE ME LOVE ME -KR Ver.- | —                 | —                 | 5                 | 6                 | —                 | - JPN: 24,009                            |           |
| "—" chỉ ra các đĩa không xếp hạng hoặc không phát hành tại khu vực đó. | |                   |                   |                   |                   |                   |                                          |           |

### Album trực tiếp
| Tên                                    | Chi tiết                                                                         | Thứ hạng cao nhất | Doanh số     |
| Tên                                    | Chi tiết                                                                         | KOR               | Doanh số     |
| -------------------------------------- | -------------------------------------------------------------------------------- | ----------------- | ------------ |
| 2016 Winner Exit Tour In Seoul Live CD | - Phát hành: 1 tháng 8 năm 2016 - Hãng đĩa: YG - Định dạng: CD, digital download | 4                 | - KOR: 3,705 |

### Album đơn
| Tên                                                                    | Chi tiết                                                                           | Thứ hạng cao nhất | Thứ hạng cao nhất | Thứ hạng cao nhất | Doanh số                     |
| Tên                                                                    | Chi tiết                                                                           | KOR               | FRA               | JPN               | Doanh số                     |
| ---------------------------------------------------------------------- | ---------------------------------------------------------------------------------- | ----------------- | ----------------- | ----------------- | ---------------------------- |
| Fate Number For                                                        | - Phát hành: 4 tháng 4 năm 2017 - Hãng đĩa: YG - Định dạng: CD, digital download   | 2                 | —                 | 7                 | - KOR: 66,494+ - JPN: 20,196 |
| Our Twenty For                                                         | - Phát hành: 4 tháng 8 năm 2017 - Hãng đĩa: YG - Định dạng: CD, digital download   | 3                 | 46                | —                 | - KOR: 57,502+               |
| Millions                                                               | - Phát hành: 19 tháng 12 năm 2018 - Hãng đĩa: YG - Định dạng: CD, digital download | 3                 | —                 | —                 | - KOR: 60,138                |
| "—" chỉ ra các đĩa không xếp hạng hoặc không phát hành tại khu vực đó. |                                                                                    |                   |                   |                   |                              |

## Đĩa mở rộng
| Tên     | Chi tiết                                                                          | Thứ hạng cao nhất | Thứ hạng cao nhất | Thứ hạng cao nhất | Thứ hạng cao nhất | Thứ hạng cao nhất | Doanh số                    |
| Tên     | Chi tiết                                                                          | KOR               | FRA               | JPN               | US Heat           | US World          | Doanh số                    |
| ------- | --------------------------------------------------------------------------------- | ----------------- | ----------------- | ----------------- | ----------------- | ----------------- | --------------------------- |
| EXIT: E | - Phát hành: 1 tháng 2 năm 2016 - Hãng đĩa: YG - Định dạng: CD, digital download  | 1                 | —                 | 63                | 3                 | 2                 | - KOR: 87,553+ - JPN: 4,321 |
| We      | - Phát hành: 15 tháng 5 năm 2019 - Hãng đĩa: YG - Định dạng: CD, digital download | 1                 | 109               | TBA               | —                 | 6                 | - CHN: 113,603 - JPN: 959   |